# Lepus alleni
Lepus alleni (Заєць Аллена) — вид ссавців ряду Зайцеподібні. Латинська назва дана на честь Джоеля Асафа Аллена (англ. Joel Asaph Allen), куратора відділу ссавців і птахів в Американському музеї природної історії в Нью-Йорку.

## Поширення
Країни проживання: Мексика (Чіуауа, Наяріт, Сіналоа, Сонора), США (Аризона). Цей вид може бути знайдений на висоті від рівня моря (Сонора) до 1500 м. Пов'язаний із щільним чагарником.

## Поведінка
Цей вид нічний і сутінковий. Споживає різні види трав.
Сезон розмноження триває з січня по жовтень, а період вагітності становить близько 42 дні. Молодь досягає статевої зрілості від 7 до 11 місяців.

## Морфологічні ознаки
Загальна довжина становить 55.3–67 см.